# Jakuševec Zabočki
 Jakuševec Zabočki  falu Horvátországban Krapina-Zagorje megyében. Közigazgatásilag Zabokhoz  tartozik.

## Fekvése
Zágrábtól 26 km-re északra, községközpontjától  2 km-re északnyugatra Horvát Zagorje és a megye déli részén fekszik.

## Története
A településnek 1857-ben 191, 1910-ben 287 lakosa volt. Trianonig Varasd vármegye Klanjeci járásához tartozott.  2001-ben 383 lakosa volt.

## Nevezetességei
Kis Szent Család kápolnája 2003-ban épült.

## Külső hivatkozások
- Zabok hivatalos oldala
- A zaboki Szent Ilona plébánia honlapja